# المسلمون التاميل

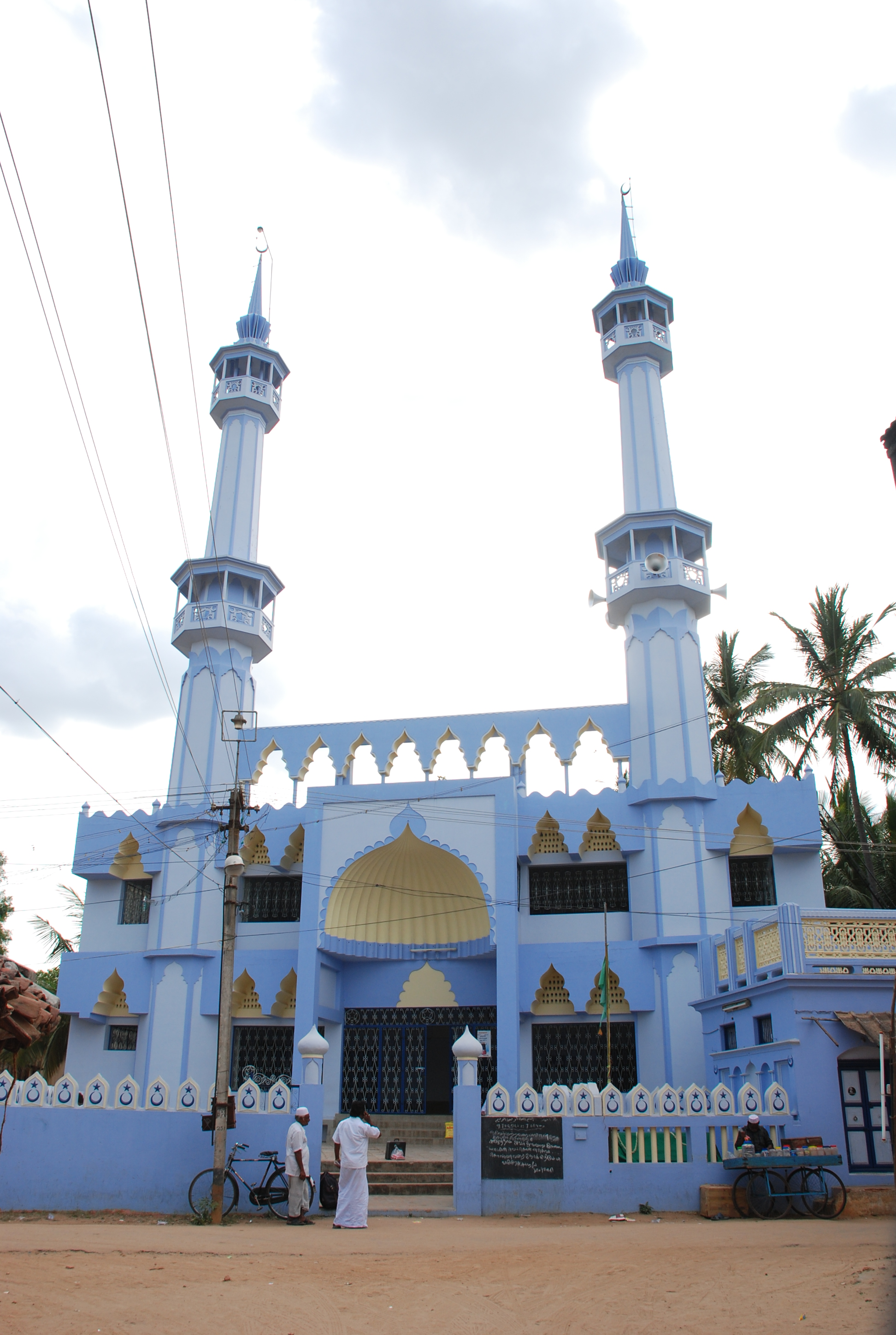
مسجد للمسلمين التاميل.

المسلمون التاميل هم جزء من الشعب التامِـلي يدينون بالإسلام، يتواجدون في جنوب آسيا وجنوب شرق آسيا.
المجتمع لا يقل عن 4.2 مليون شخص في الهند، في المقام الأول في ولاية الجنوبية التاميل نادو. يعتبرمسلمو التاميل نادو أنفسهم «تاميليون». يتم تصنيف المسلمين الناطقين باللغة التاميلية في سريلانكا على أنهم موريون (وليس تاميلًا) بسبب النسب المستقل.
وبالإضافة إلى ذلك، هناك حوالي 500,000 من التاميل المسلمين في ماليزيا التي تقدرنسبتهم ب 2.6 ٪ من مجموع سكان ماليزيا و20،000 في سنغافورة. العديد من أعضاء الجالية المسلمة التاميلية هاجروا إلى باكستان بعد الاستقلال واستقروا في كراتشي.
يتواجد أغلب المسلمون التاميل في المناطق الحضرية لعملهم المربط بالتجارة. يوجد شتات كبير للمسلمين التاميلولا سيما في جنوب شرق آسيا، التي شهدت وجودهم في وقت مبكر من القرن الثالث عشر. في أواخر القرن العشرين، توسع الشتات إلى أميركا الشمالية وأوروبا الغربية.

## هوية الإثنية
على الرغم من أن هذه التسمية رمزية وتعاونية، فإن المجتمع ليس متجانسًا. تشكل أصله عن طريق تمازج الأجناس في التبادل التجاري لعدة قرون بين خليج البنغال وجنوب شرق آسيا البحري. بحلول القرن العشرين، بدأ إدراج بعض سباقات التاميل كطبقات اجتماعية في الجرائد الرسمية للدول المختلفة مثل لاباي، ماراكار، راوثر، كايالار (الهند) موريون سريلانكيون (سريلانكا)، ماماك (ماليزيا)، شيليا (سنغافورة)، وما إلى ذلك ونتيجة لذلك، ليس هناك اتساق في عاداتها وطقوسها داخل وبين المناطق والدول في مناسبات مثل الولادات والزيجات والوفيات..

## الثقافة

### أساطير وعادات
عادةً ما ترتدي النساء أثناء السفر فقط ثيوباتي الأبيض كدليل على التواضع، والتي يتم لفه فوق القسم الأعلى من أجسامهن ويتركن الوجه مكشوفًا. يزور الكثيرون درقاعة في مناسبات الحياة الرئيسية مثل المواليد والزواج والوفاة.

### الفن والعمارة
فنانون في الموسيقى الشعبية للتاميل وصناعة السينما أمثال
- ناغور إسماعيل محمد حنيفة [الإنجليزية]‏ – شاعر غنائي ومغني معيد.

- نصار – مخرج وممثل
- راجكيران [الإنجليزية]‏

المساجد التاميلية عادة ما تكون صغيرة الحجم وتكاد يكون دائما باللون الأبيض والأخضر (الذي يعكس السلام والازدهار). أول مسجد التاميل، مسجد كاداركاراي، وقد بني في أوائل القرن السابع في كايالباتينام.

### المطبخ
مطبخ المسلمون التاميل خليط من النكهات والوصفات التاميلية والآسيوية الأخرى. الميزة البارزة للمطبخ التاميلي المسلم هي الغياب التام للبهارات الساخنة والحريفة التي تتخلل معظم الأطعمة الهندية الأخرى غير النباتية.  بيرياني هو الطبق المفضل في المآدب بينما يعتبر كونجي معتدل على الطراز الماليزي هو المفضل خلال شهر رمضان. هناك العديد من الوصفات المحلية. على سبيل المثال، تحظى ديمروت (dumroot) ، كعكة السميد بالسمن مع مركز ناعم وقشرة صلبة في الأعلى بشعبية في الأسر الدلتا (deltaic).
يشمل مطبخ المسلمون التاميل أيضا استخدام الماسي أو السمك المجفف، والذي هو مسحوق واستخدامه مع عناصر عديدة ومختلفة. ولكن هذا لا يقتصر على المناطق الساحلية. هم أيضا استخدام آدا urugai، الذي هو كله في الجير بالخل والملح ولكن ليس مع الفلفل، وهذا هو المهروسة ومختلطة مع مسحوق ماسي. الجمع يعطي طعما مرا ونكهة تختلف اختلافا واضحا. على الرغم من أن النظام الغذائي للمسلمين التاميل هو غير نباتي، أنهم لا يأكلون لحوم البقر. زيت جوز الهند يستخدم لتصفيف الشعر في حين أن العديد من مضغ [[] التنبول] دون التبغ بعد مأدبة غداء الثقيلة وأيضا شرب الشاي.

### الأدب
تتأثر الثقافة والأدب بشدة بعطر القادرية الصوفية. يتراوح مجالهم من باطني إلى طبي، من خيالي إلى سياسي، من فلسفي إلى قانوني وروحي.

## الاقتصاد
تقدر القوة الشرائية العالمية للمسلمين التاميل في عام 2005 بما يقرب من 8 مليارات دولار، 3 مليارات دولار في التاميل نادو، 2 مليار دولار في سريلانكا، مليار دولار في ماليزيا، و600 مليون دولار في سنغافورة. تاريخيا، كان المسلمون التاميل صرافون (وليسو بمقرضي الأموال) في جميع أنحاء جنوب وجنوب شرق آسيا.
يُعرف المجتمع في تاميل نادو باسم المستأجرين ورجال الأعمال ومجوهرات الأحجار الكريمة ومحلات الصرافة التي يزيد متوسط دخل الفرد فيها عن معدل الناتج المحلي الإجمالي للدولة.

## السياسة

### قبل الاستقلال
شغل ب. كاليفولا منصب وزير الأشغال العامة في مجلس الوزراء كورما فينكاتا ريدي نايدو في عام 1937.

### بعد الاستقلال
منذ أواخر القرن العشرين، دعا سياسيون مثل قائد الملة محمد اسماعيل(أول رئيس للرابطة الإسلامية الهندية ) وداوود شاه إلى جعل التاميل لغة رسمية في الهند بسبب تاريخها القديم في المناقشات البرلمانية.

## التربية والتعليم
بدأ المسلمون التاميل بعد الاستقلال بإنشاء الكثير من المدارس والكليات الخاصة بهم. كلية جمال محمد في تريشي، كلية جديدة في تشيناي،كلية مجلس الوقف في مادوراى، كلية زهيرة في كولومبو، كلية عثمانيا في جفنا هي بعض الخدمات القائمة الشهيرة التاميل المسلمين الكليات.
بدأت الكثير من المعاهد الإسلامية في منتصف الثمانيات بتمويل ذاتي. الآن تأسست شهادة البكالوريوس معهد عبد الرحمن الهلال للعلوم والتكنولوجيا، وهي أول جامعة إسلامية في التاميل نادو.
التعليم المدرسي للمسلمين في التاميل نادو بمستوى مساوٍ نسبيًا لمستوى التعليم العام لمحو الأمية. ولكن المسلمون يفتقرون للتعليم العالي نظرا لأن معظم أفراد أسرهم وأقاربهم يهاجرون في سن مبكرة بحثًا عن وظائف في دول الخليج وجنوب شرق آسيا وسنغافورة، وماليزيا وبروناي في جنوب آسيا. ويعمل المسلمون عمومًا في التجارة، بحيث أطفالهم المهتمين لا يلتحقون مع ذلك بالتعليم العالي. ولكن الآن الصورة تتغير ببطء.
هذه هي بعض المعاهد التعليمية الإسلامية في التاميل نادو :
- كلية A.I.M.A.N. مخصصة للنساء، تريشي
- كلية A. J. الصيدلة، تشيناي
- كلية أناي الآداب والعلوم، كومباكونام
- كلية عبد الحكيم ميلفيارام
- كلية دانيش احمد الهندسة، تشيناي.
- كلية مقياث شا سرجورو مجلس الأوقاف - مادوراي.
- كلية د. زاكير حسين - ايلايانغيدي.
- كلية حاجي كاروثا راوثر هوديا - اوثامالايام.
- كلية الإسلامية - فانيمبدي
- الكلية الإسلامية النسائية الآداب والعلوم
- كلية جمال محمد (الحكم الذاتي)، تريشي
- كلية العدل بشير أحمد سعيد للمرأة، تشيناي
- كلية خضر محيي الدين - ادیرامباتینام.
- كلية M.I.E.T. الفنون والعلوم، تريشي
- كلية M.A.R. Engieering تريشي.
- كلية M.A.M. الهندسة، تريشي
- كلية العلوم Mazharul - - آمبور
- كلية محمد ساتحق أي جي للهندسة - تشيناي
- كلية محمد ساتحق الآداب والعلوم، تشيناي
- كلية الفنون الإسلامية، ثيروفيثامكودي
- كلية ناينا محمد الآداب والعلوم، ارانثانجي
- وكلية جديدة، تشيناي
- كلية جديدة من معهد الإدارة، تشيناي
- كلية قائد الملة - تشيناي
- كلية Rabiammal أحمد محيي الدين للمرأة - تيروفارور
- كلية راجا جيري داود باشا للآداب والعلوم، ثانجافور
- كلية S. A. B. العلوم الإدارية، وأرني
- كلية S. M. القادر الهندسة - Maduramangalam
- كلية صادق الله أبا - تيرنيلفيلي
- كلية سلطانة عبد الله راوثر للمرأة - نيامانجالام
- كلية سيد حميدة الآداب والعلوم كيلاكاراي
- كلية قاسم بييفي عبد القادر للمرأة - كيلاكاراي
- كلية محمد ساتحق متعددة التقنيات (MSPC) - كيلاكاراي
- كلية Texcity الآداب والعلوم، كويمباتور